# Tephritis hendeliana
Tephritis hendeliana är en tvåvingeart som beskrevs av Erich Martin Hering 1944. Tephritis hendeliana ingår i släktet Tephritis och familjen borrflugor. Inga underarter finns listade i Catalogue of Life.